# Nejvyšší korouhevník
Nejvyšší korouhevník (německy Oberstpanier nebo Oberst-Panier-Träger) byl dvorský úřad, jehož držitel původně nosil panovníkovu korouhev ve vojenských taženích, bitvách nebo slavnostních průvodech. Později se jednalo o čestný úřad, který se uplatnil především při korunovacích nebo holdování stavů panovníkovi.

## České království
V Českém království byl dědičný úřad ustanoven až před korunovací Karla VI. v roce 1723. Úředníci byli dva, jeden za panský stav, druhý za rytířský. Odznakem kourohevníka stavu panského byla korouhev vyšívaná zlatem a stavu rytířského korouhev vyšívaná stříbrem. V době korunovace nesli zemské prapory s vyobrazením svatého Václava.

### Za panský stav
Úřad nejvyššího zemského korouhevníka za panský stav (německy Panier des Herrenstandes, Oberst-Erbland-Panier des Königreichs Böhmen, Oberst-Erlbandpanier-Träger des böhmischen Herrenstandes) získal dědičně v době jeho zřízení 26. července 1723 Rudolf Josef Kořenský z Terešova, Kořenští z Terešova úřad drželi do svého vymření v roce 1795. Od 3. dubna 1798 byl dědičně v rodě hrabat Chorinských z Ledské. Uvádí se také, že Chorinští získali úřad už v roce 1764.
- 1723–? Rudolf Josef Kořenský z Terešova[2] († po 1739),[5] byl také radou České dvorské kanceláře,[2] v roce 1723 byl jmenován císařským komorníkem[2]
  - úřad zastával v době korunovace Karla VI. v roce 1723,[2] diplomem z 13. 5. 1724 vydaným v Laxenburgu mu byl polepšen rodový erb tak, že na něm přibyly symboly úřadu – korouhve.[8]
- ?–? Rudolf Josef Kořenský z Terešova († po 1760), syn Rudolfa Josefa
  - úřad zastával v době korunovace Marie Terezie v roce 1743
- ?–1794 Emanuel Kořenský z Terešova
  - úřad zastával v době korunovace Leopolda II. v roce 1791
  -  ? úřad zastával v době korunovace Františka I. Rakouského v roce 1792
- 1794–1795 Rudolf Kořenský z Terešova († červenec 1795), bratr Emanuela
- 1795–1798 neobsazeno
- 1798–1812 František Jan Chorinský z Ledské (1725 nebo 1726–1812)
- 1812–1821 František Kajetán Chorinský z Ledské[7] (1761–1821)
- 1821–1861 Bedřich Karel Chorinský z Ledské[9] (1802–1861)
  - Gustav Chorinský z Ledské, úřad zastával v době korunovace Ferdinanda V. Dobrotivého v roce 1836[10] (asi jako zástupce rodiny)
- 1861–1901 Viktor Pavel Chorinský z Ledské[11] (1838–1901)
- 1901–1918 Friedrich-Karl Chorinsky (1867–1947)

### Za rytířský stav
Úřad korouhevníka za rytířský stav (německy Panier des Ritterstandes) byl od 26. července 1723 dědičný v rodě Markvartů z Hrádku, od 18. října 1743 Vančurů z Řehhnic, od roku 1771 v rodě Astfeldů a konečně od 6. srpna 1792 (provizorně už od 30. 8. 1791) v rodě rytířů Vořikovských z Kunratic (německy Worzekowsky von Kudratitz).
- 1723 (26. 7.)[4] – ? Václav Arnošt Markvart z Hrádku,[2][14] v letech 1707–1737 byl také podkomořím královských měst[2]
  - korunovace Karla VI. v roce 1723 se zúčastnil jako zástupce nejvyššího písaře Václava Kryštofa Hložka ze Žampachu, který onemocněl.[15] V úřadě nejvyššího korouhevníka ho zastoupil jeho syn František Václav Markvart z Hrádku.[16]
- ?–1743 František Václav Markvart z Hrádku († 1743), rod vymřel
  -  ? úřad zastával v době korunovace Marie Terezie v roce 1743
- 1743 (18. 10.)[4] nebo 1748[17] – 1758[4] Jan Josef Vančura z Řehnic[17] († únor 1771 Praha), jen do povýšení do panského rodu v roce 1758[4]
- 1770[18] nebo 1771[4]–? Jan Václav Astfeld z Vydří[18] (1706–1799), 18. října 1755 byl povýšen do starožitného panského stavu,[18] od roku 1784 byl viceprezidentem zemského soudu[18][pozn. 3]
- úřad v době korunovace Leopolda II. v roce 1791 nebyl obsazen (vacat)[19][chybí lepší zdroj]
- 1791[4] (30. 8.; provizorně)[13] a 1792 (6. 8., dědičně)[12][13] – 1831 Adam Jiří Vořikovský z Kunratic[12] (1752 – 28. 5. 1831)
  -  ? úřad zastával v době korunovace Františka I. Rakouského v roce 1792
- ?–1863 Adam Jan Vořikovský z Kunratic (1793 – 9. 10. 1863 Praha), úřad zastával v době korunovace Ferdinanda V. Dobrotivého v roce 1836[10]

## Rakouské země
Úřad byl udělován jako (dědičné) léno. Abensperg-Traunové drželi úřad v Rakouském arcivévodství od začátku 18. století, hlava rodu nesla titul nejvyšší korouhevník, zatímco ostatní členové rodu korouhevník. Titul hlavy rodu tedy zněl nejvyšší dědičný zemský korouhevník v Rakouském arcivévodství nad i pod Enží (Oberst-Erbland-Panier-Träger in Österreich ob und unter der Enns).

### Horní a Dolní Rakousy
Úřad nejvyššího korouhevníka existoval už ve středověku. V roce 1467 udělil císař Fridrich III. (panoval v letech 1440–1493, od roku 1452 císař) dědičný úřad Jörgovi z Volckensdorfu. Rod Volckensdorfů (Volkersdorfů) vymřel v roce 1616. Sestra posledního Volckensdorfa se provdala za hraběte z Abensperg-Traunu a právě na ně byl úřad převeden. Dědičný úřad (Oberst-Erbland-Panier und -Fähnrich in Österreich unter und ob der Enns) jim byl udělen v roce 1705 císařem Josefem I. (panoval v letech 1705–1711).
- 1467–? Jiří (Georg) z Volkersdorfu[21] (Jörg z Volckensdorfu)[20]
- ?–1616 Volfgang Vilém z Volkersdorfu[21] († 1616)
- úřad neobsazen
- 1705 (29. 7.) – Otto Ehrenreich z Abensperg-Traunu (13. 3. 1644 – 8. 9. 1715), diplom vydán 29. července 1705, ale lenní list vydal teprve císař Karel VI. 5. listopadu 1712,[21] úřad zastával během dědičného holdování stavů dolnorakouského arcivévodství císaři Josefu I. 22. září 1705[22]
- 1715– František Antonín z Abensperg-Traunu (4. 6. 1674 – 7. 9. 1729 nebo 1740 nebo 1745)
- ? (Franz Joseph Gotthard z Abensperg-Traunu (18. 7. 1707 – 11. 12. 1744), pokud otec zemřel před rokem 1744)
- ?–? František Josef Gabriel z Abensperg-Traunu (4. 7. 1734 – 11. 1. 1791 Vídeň)
- ?–? František Josef Evžen (1760–1800) ?
  - Fantišek Josef z Abensperg-Traunu, uvádí se k roku 1809[23]
- 1800–1820 Adam František Antonín z Abensperg-Traunu (3. 7. 1767 – 28. 7. 1820), bratr předchozího
- 1820–1867 František Xaver z Abensperg-Traunu (15. 4. 1804 – 9. 10. 1867),[24][25] úřad zastával během dědičného holdování stavů dolnorakouského arcivévodství císaři Ferdinandu I. 18. černa 1835
- Karl hrabě Abensperg und Traun, poslední držitel léna[20]